# Imaginaire pur (album)
Pour les articles homonymes, voir Imaginaire pur.
Albums de Ysa Ferrer
Kamikaze
(1998) Ultra Ferrer
(2010)
Singles
1. To bi or not to bi
Sortie : 7 janvier 2008
2. On fait l'amour
Sortie : 22 septembre 2008
3. Sens interdit
Sortie : 19 janvier 2009
4. Last Zoom
Sortie : 20 octobre 2009

Imaginaire pur est le troisième album studio de la chanteuse Ysa Ferrer sorti en 2008. Cet album marque le retour de la chanteuse après des années de silence. 
L'album inclut notamment le single Made in Japan sorti en 2003 et qui a connu le succès en Russie.

## Titres
| 1.  | Welcome to my lovarium | Daniel Castano, Ysa Ferrer                                                     | 5:50 |
| 2.  | Sens interdit          | Daniel Castano, Ysa Ferrer                                                     | 3:46 |
| 3.  | Made in Japan          | Daniel Castano                                                                 | 4:26 |
| 4.  | On fait l'amour        | Daniel Castano, Jérôme Dumas, Ysa Ferrer, Laura Giordano, Gian Piero Reverberi | 3:23 |
| 5.  | Capsule hotel          | Daniel Castano, Ysa Ferrer                                                     | 4:08 |
| 6.  | I'm a girl             | Daniel Castano, James Earp, Ysa Ferrer, Carsten Kroeyer                        | 2:57 |
| 7.  | Sous blister           | Daniel Castano, Ysa Ferrer                                                     | 3:42 |
| 8.  | Imaginaire pur         | Daniel Castano, Ysa Ferrer                                                     | 3:20 |
| 9.  | To bi or not to bi     | Daniel Castano, Ysa Ferrer                                                     | 2:57 |
| 10. | New robot generation   | Daniel Castano, Ysa Ferrer                                                     | 3:35 |
| 11. | Mes positions          | Daniel Castano, Ysa Ferrer                                                     | 3:34 |
| 12. | Ton actualité          | Daniel Castano, Ysa Ferrer                                                     | 3:42 |
| 13. | My lovarium never ends | Daniel Castano, Ysa Ferrer                                                     | 4:07 |

## Imaginaire pur Reloaded (2009)
CD 1 : Imaginaire pur Reloaded
1. Welcome to my lovarium 5 min 50 s
2. Sens interdit 3 min 46 s
3. Made in Japan 4 min 26 s
4. Last Zoom (album version) 3 min 56 s
5. On fait l'amour 3 min 23 s
6. Capsule hotel 4 min 08 s
7. I'm a girl 2 min 57 s
8. Sous blister 3 min 42 s
9. Imaginaire pur 3 min 20 s
10. To bi or not to bi 2 min 57 s
11. New robot generation 3 min 35 s
12. Mes positions 3 min 34 s
13. Ton actualité 3 min 42 s
14. My lovarium never ends 4 min 07 s

CD 2 : Bonus
1. Welcome To My Lovarium (Thomas Dorian Human Contact Remix) 7 min 00 s
2. To Bi Or Not To Bi (Venice Beach Extended Remix) 6 min 10 s
3. On fait l’amour (Dj Ram & SD Remix) 5 min 23 s
4. New Robot Generation (Tommy Marcus & Xavier Seulmand Big Room Mix) 10 min 29 s
5. Made In Japan (Version inédite) 3 min 18 s
6. Last Zoom (Pulse Remix) 3 min 10 s
7. Capsule Hotel (Clem B Rising Sun Remix) 4 min 03 s
8. Sens interdit (Fortune Tailors Paradize Radio Remix) 3 min 36 s
9. Imaginaire pur (CRJ Golden Remix) 3 min 37 s
10. Mes positions (Markko Player Remix) 3 min 52 s
11. Sous blister (PT's Ever After Mix) 3 min 53 s
12. On fait l’amour (Imperfect World Mix) 3 min 57 s

## Classements
| Pays                      | Meilleure position |
| ------------------------- | ------------------ |
| France                    | 173                |
| France albums téléchargés | 31                 |
| Russie albums téléchargés | 2                  |